# اچ‌دی ۱۴۵۳۷۷
اچ‌دی ۱۴۵۳۷۷ یک ستاره است که در صورت فلکی کژدم قرار دارد.